# Pierandrea Mattioli
Pour les articles homonymes, voir Mattioli.
Pietro Andrea Matthioli (ou Mattioli, Matthiole, Matthiolus) est un médecin et un botaniste italien, né le 12 mars 1501 à Sienne et mort vers 1578 à Trente de la peste.

## Biographie
Son père, pourtant médecin exerçant à Venise, le destine au droit mais Mattioli finit par opter durant ses études pour la médecine.
Il exerce dans différentes villes et devient le médecin de l'archiduc Ferdinand puis de l'empereur Maximilien II.
Le chef-d'œuvre botanique de Mattioli est son Commentarii in libros sex Pedacii Dioscoridis qui paraît pour la première en 1544 en italien, avant d'être traduit en latin en 1554 (cette édition accueillant par ailleurs pour la première fois une iconographie riche de 500 gravures), puis dans différentes langues vernaculaires (dont le français en 1561 et l'allemand en 1563). Il s'agit de notes que Mattioli prend durant ses loisirs. Le succès de ce livre est immense et on estime que 32 000 exemplaires de ses Commentaires ont été imprimés dans une soixantaine de versions. Les versions suivantes contiennent jusqu'à 1 200 illustrations. Contrairement à ce que l'on pourrait en conclure à la lecture du titre, il ne s'agit pas que d'une énième réédition de Dioscoride mais bien d'une œuvre plus personnelle dans laquelle Mattioli décrit toutes les plantes qu'il connaît mais aussi des usages de la pharmacopée traditionnelle comme l'utilisation de poudre de momie en remèdes. Les illustrations sont grandes et de très bonne qualité.
Il y décrit des espèces nouvelles qu'il a récoltées dans le Tyrol mais aussi des spécimens qu'on lui a transmis (par exemple grâce au médecin de l'ambassadeur de Turquie. Il reçoit une aide active de son ami botaniste Luca Ghini.
Joachim Camerarius le Jeune édita ses œuvres en allemand.
Le genre de crucifères Matthiola lui a été dédié.

## Galerie

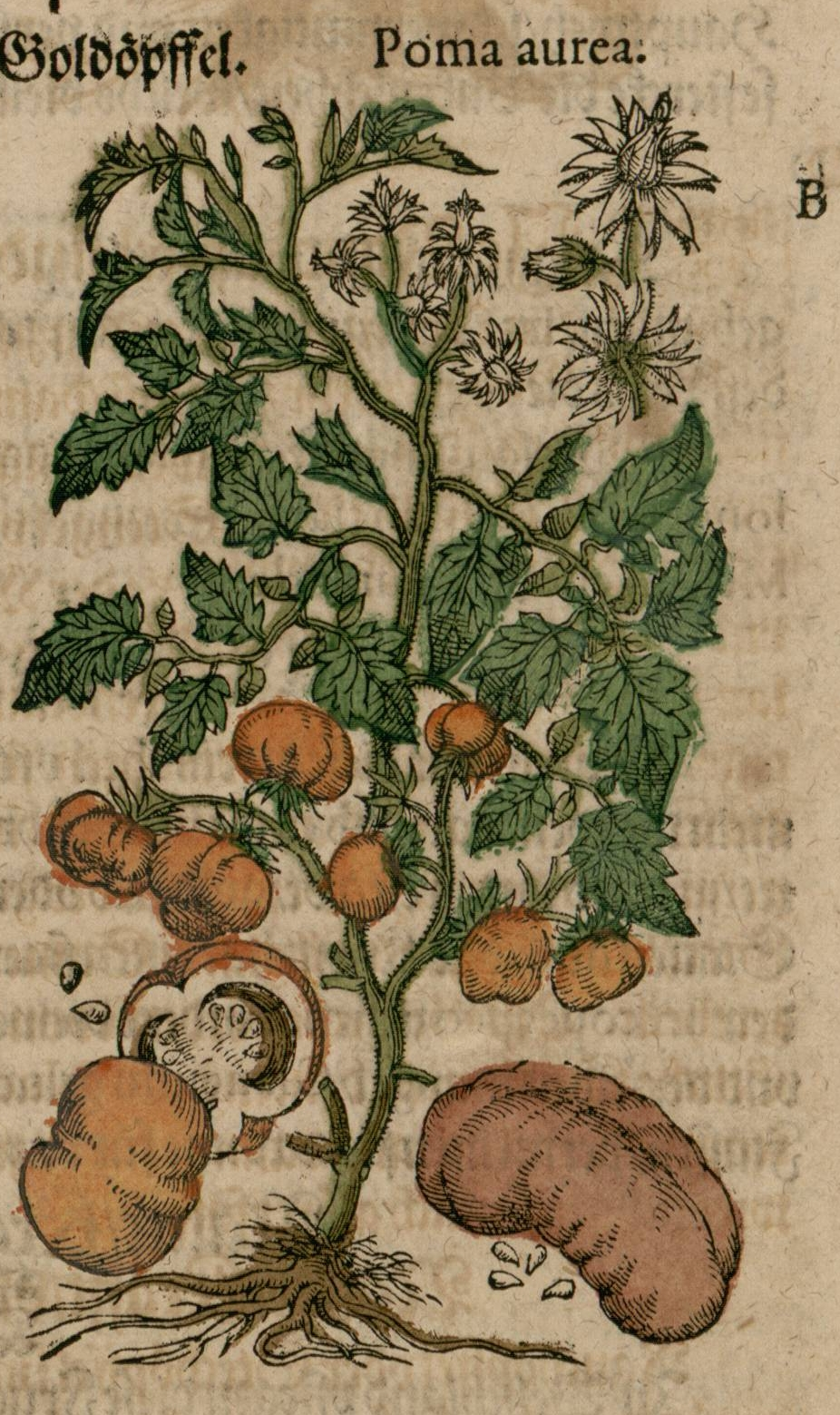
Première représentation de la tomate en Europe
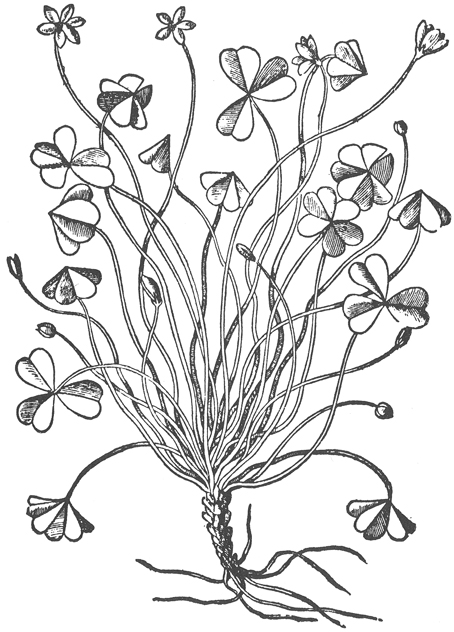
Illustration de Trifolium acetosum aujourd'hui Oxalis tirée des Commentarii... de Mattioli.

L'Herbier, édition de 1563, Melantrich
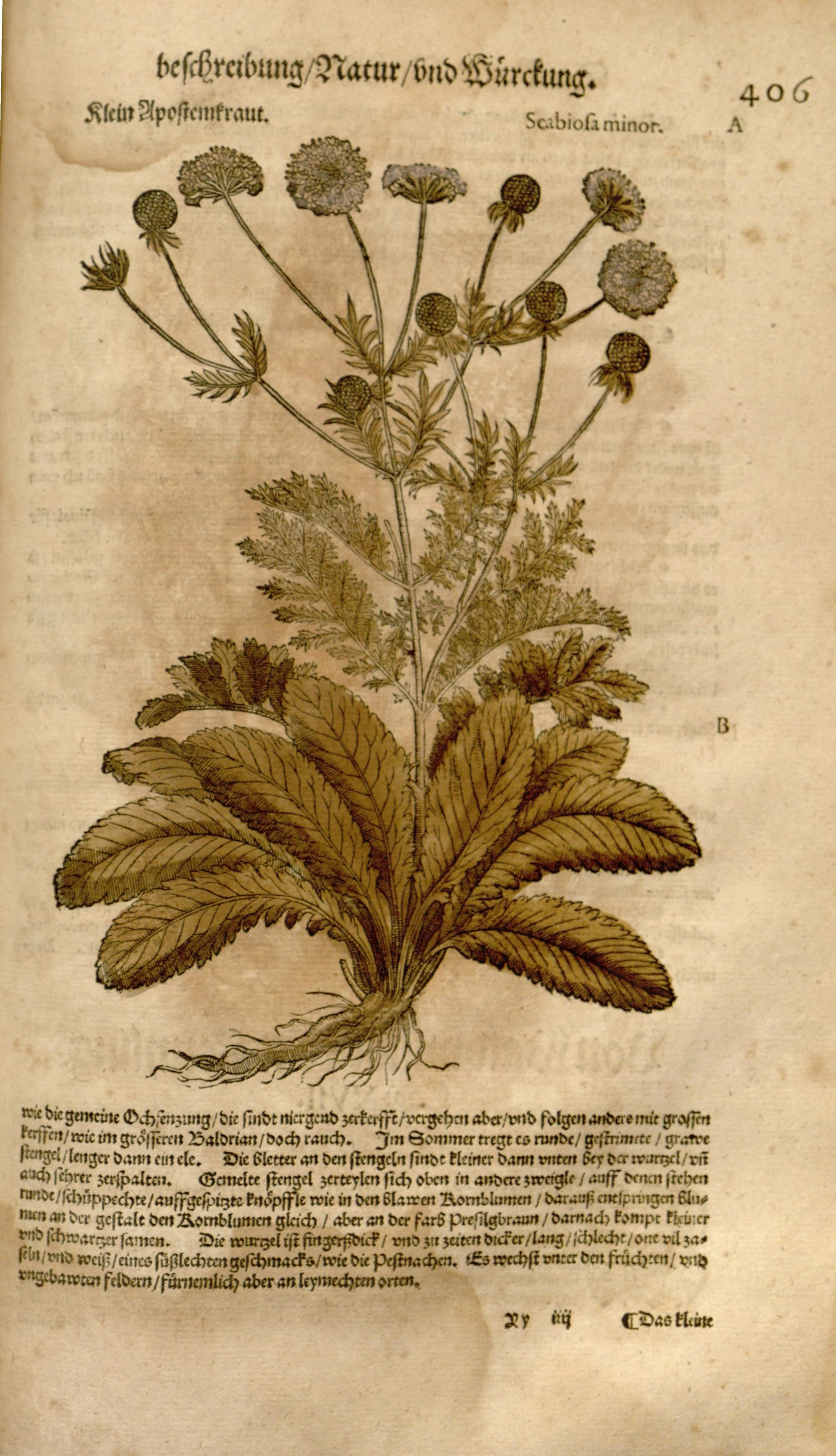
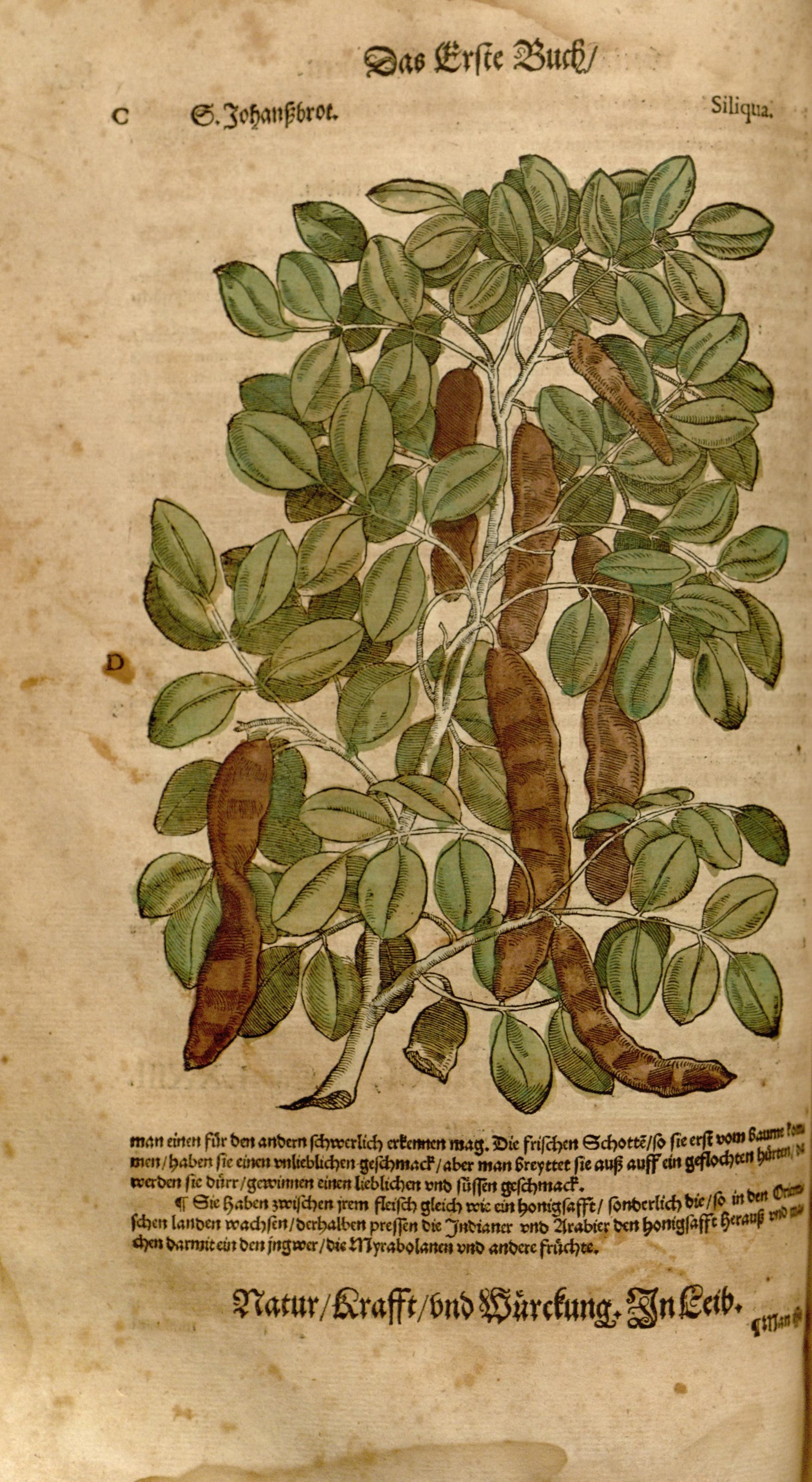
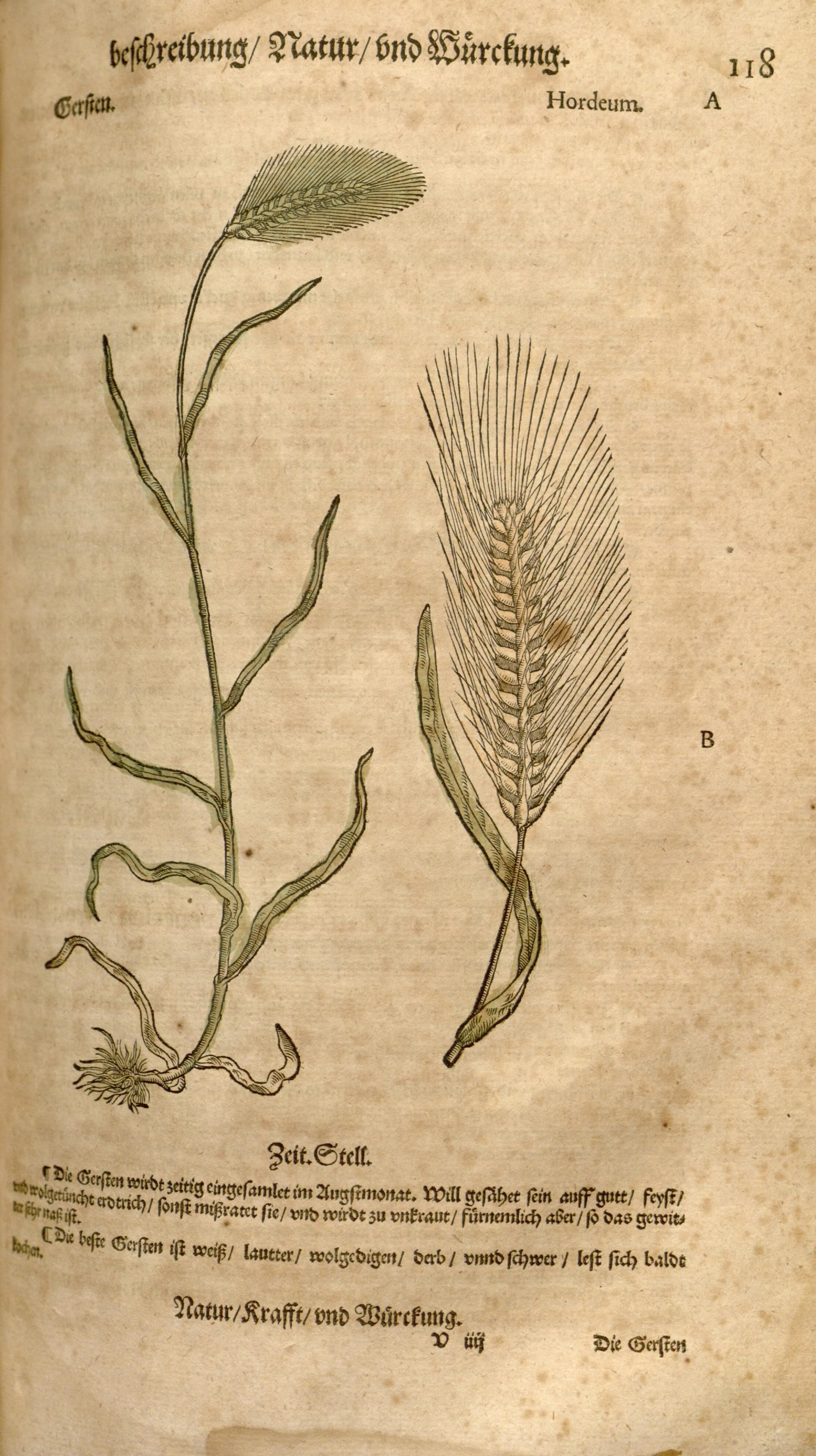
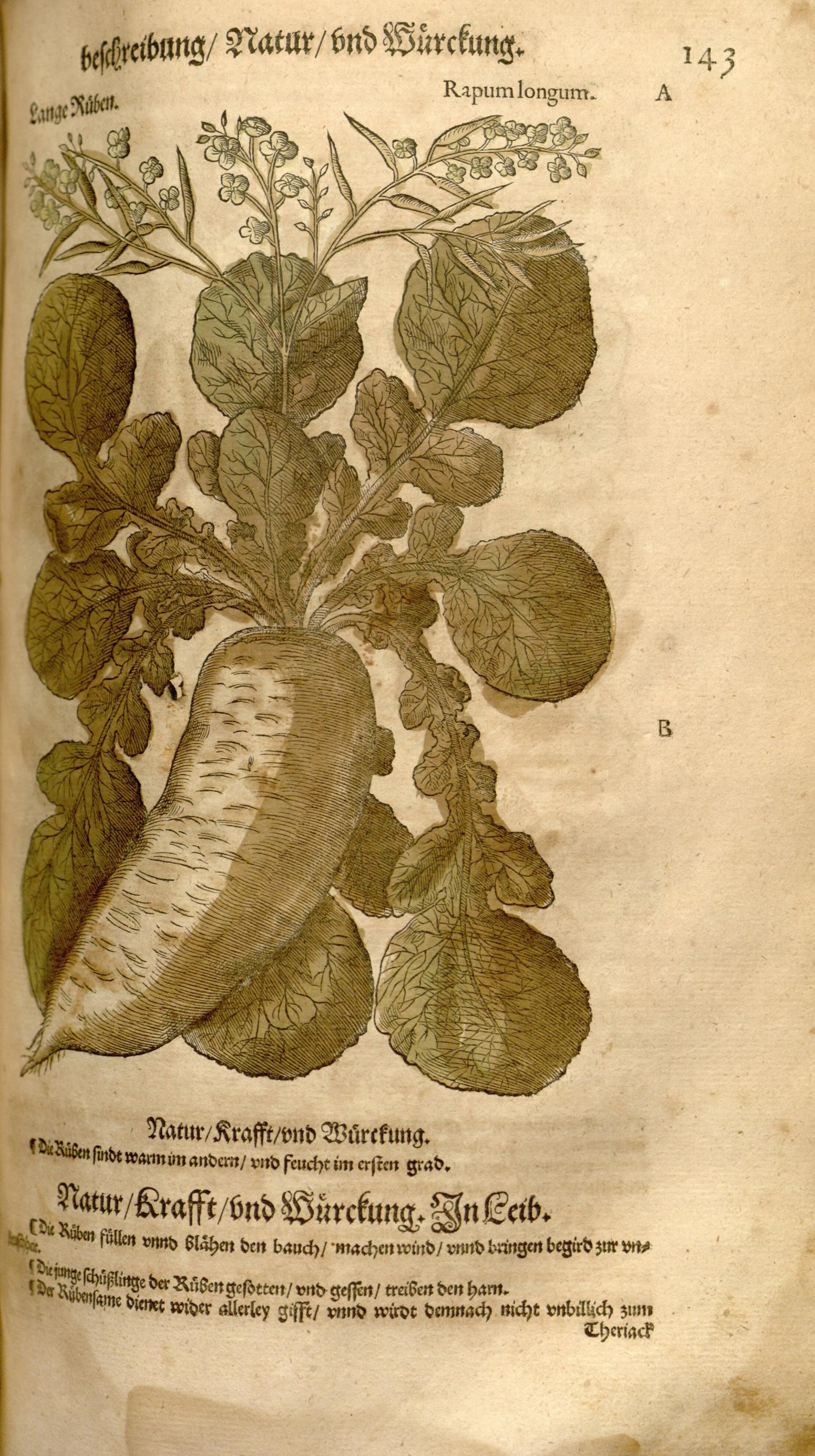

## Œuvres
- 1533 : Morbi Gallici Novum ac Utilissimum Opusculum
- 1535 : (avec d'autres) Liber de Morbo Gallico, dédié à Bernardo Clesio
- 1536 : De Morbi Gallici Curandi Ratione
- 1539 : Il Magno Palazzo del Cardinale di Trento
- 1544 : Di Pedacio Dioscoride Anazarbeo Libri cinque Della historia, et materia medicinale tradotti in lingua volgare italiana da M. Pietro Andrea Matthiolo Sanese Medico, con amplissimi discorsi, et comenti, et dottissime annotationi, et censure del medesimo interprete, aussi connue sous le nom de Discorsi
- 1548 : traduction en italien de Geografia di Tolomeo
- 1554 : Petri Andreae Matthioli Medici Senensis Commentarii, in Libros sex Pedacii Dioscoridis Anazarbei, de Materia Medica, Adjectis quàm plurimis plantarum & animalium imaginibus, eodem authore, aussi connue sous le nom de Commentarii
- 1558 : Apologia Adversus Amatum Lusitanum
- 1561 : Epistolarum Medicinalium Libri Quinque, imprimé par Jiří Melantrich d’Aventin
- 1569 : Opusculum de Simplicium Medicamentorum Facultatibus
- 1571 : Compendium de Plantis Omnibus una cum Earum Iconibus